# 亚硝化叶菌属
亚硝化叶菌属为亚硝化单胞菌科的一个属。该属的模式种为多形亚硝化叶菌（Nitrosolobus multiformis）。模式种现已转入亚硝化螺菌属，因此该属应被废除。

## 下属物种
- 多形亚硝化叶菌 Nitrosolobus multiformis Watson et al. 1971